# Meme

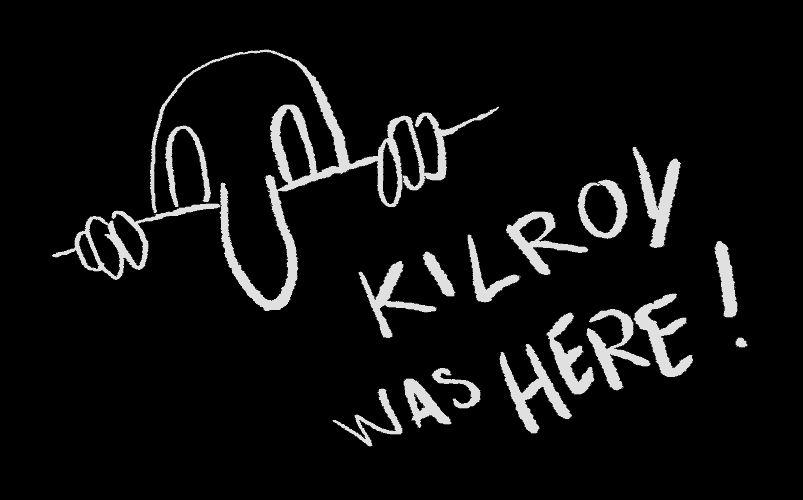
"Kilroy was here" è un graffito che divenne popolare durante la seconda guerra mondiale, replicato con diversi nomi in moltissime nazioni; è un esempio di meme a diffusione globale

Il meme (AFI: /ˈmɛme/, dal greco μίμημα, mímēma, "imitazione", sul modello di gene) è un elemento culturale che si propaga, per imitazione, da un individuo ad un altro; può assumere la forma di un'idea, un'immagine, uno stile o un comportamento e si diffonde tramite le relazioni interpersonali o attraverso i mezzi di comunicazione di massa. I memi, così come i geni, hanno le proprietà di replicarsi, mutare, ed essere soggetti a selezione naturale.
Il termine venne coniato da Richard Dawkins nel 1976 nel libro Il gene egoista, come tentativo di spiegare il modo in cui le informazioni culturali si diffondono, e più in generale per spiegare l'evoluzione culturale umana, non spiegabile, secondo questo autore, con la sola nozione di gene. In termini più specifici, un meme sarebbe "un'unità auto-propagantesi" di evoluzione culturale, analoga a ciò che il gene è per la genetica, quindi un elemento di una cultura o civiltà trasmesso da mezzi non genetici, soprattutto per imitazione. La memetica è la scienza che si occupa dello studio dei memi.
Sulla base della parola "geni", si usa il plurale memi sebbene si trovi anche la forma plurale invariata meme.

## Origine ed evoluzione concettuale

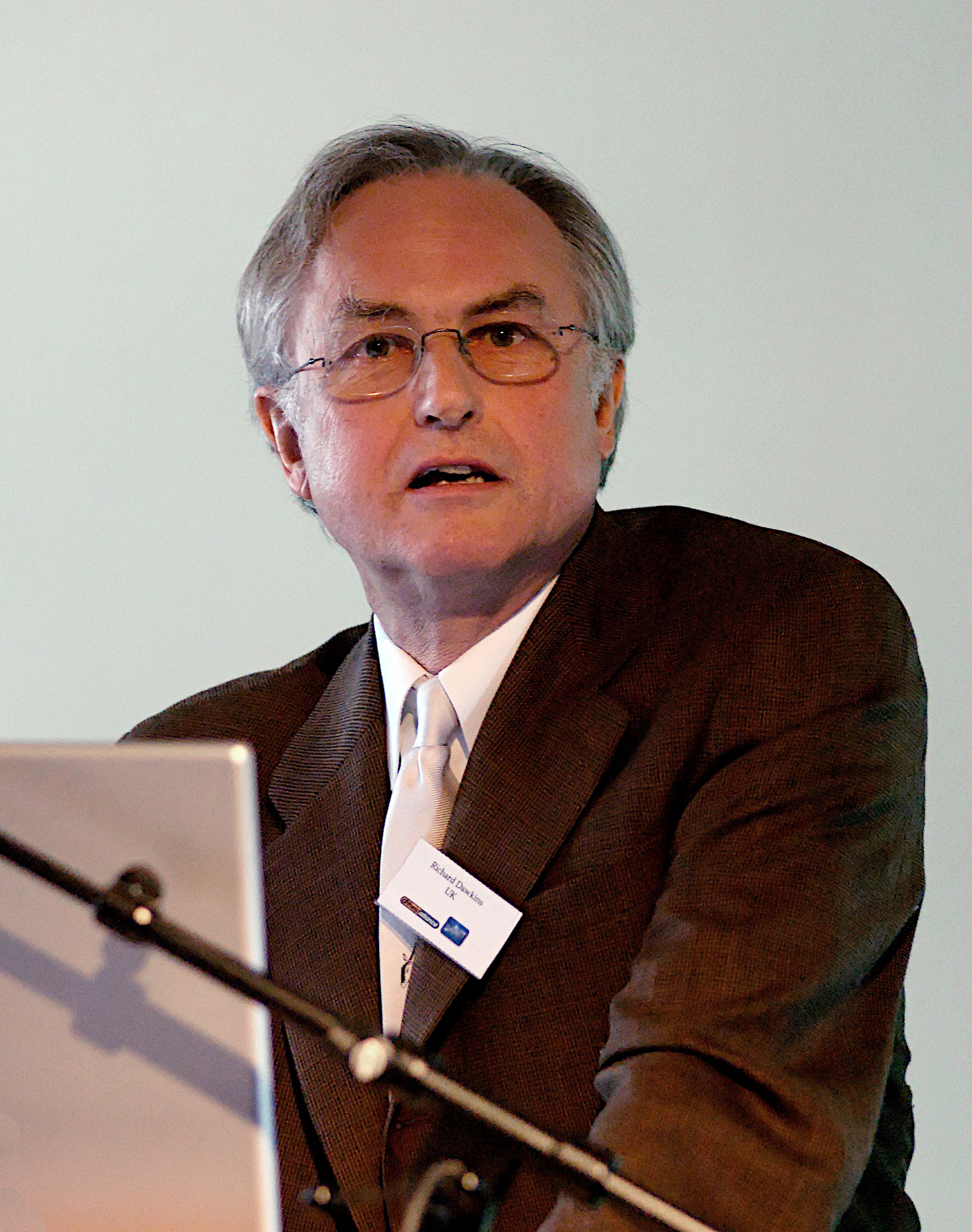
Richard Dawkins, ideatore del termine «meme»

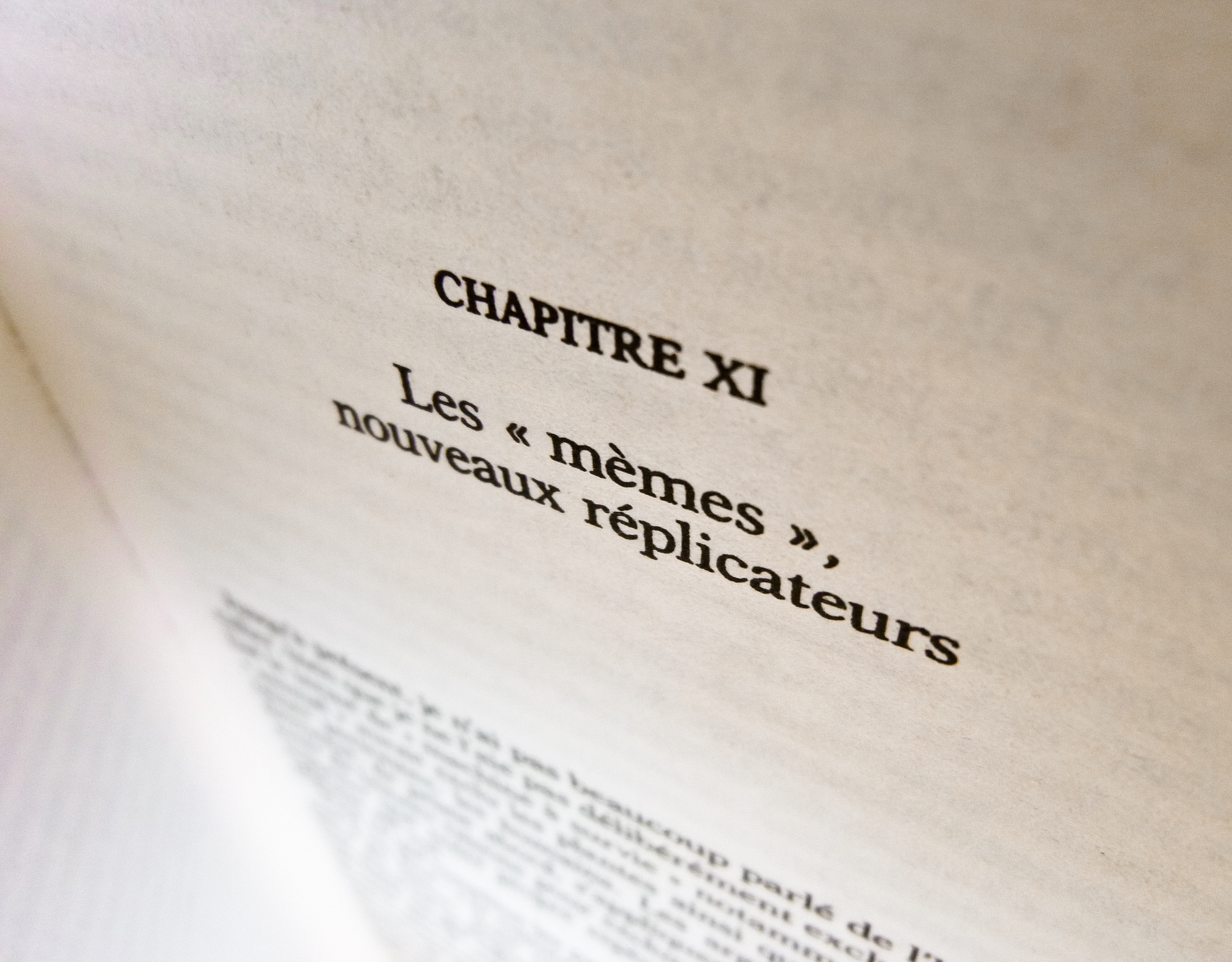
Il capitolo de Il gene egoista (1976) sui memi, in una edizione francese.

### Precursori
Il termine meme è stato coniato da Richard Dawkins nel 1976, ma Dawkins stesso afferma che il concetto non è nuovo, e idee simili si possono trovare in autori precedenti.
Nel 1922, Gilbert Keith Chesterton osservò la somiglianza fra i sistemi intellettuali e gli organismi viventi, notando che per una sopravvivenza ininterrotta un certo grado di complessità non è un ostacolo ma una necessità.

### Dawkins
Richard Dawkins, nel suo libro Il gene egoista del 1976, definisce il termine meme nell'àmbito d'una visione biologico-evoluzionistica umana.
L'ipotesi di Dawkins è nata in ambito genetico, ricalcando l'approccio della genetica moderna, neodarwinista, all'evoluzione della vita, per ereditarietà, mutazione e selezione del “più adatto”, e ha avuto buona fortuna, soprattutto mediatica, nel mondo scientifico non specializzato in studi sulla cultura. Tuttavia il concetto di meme è stato accolto abbastanza freddamente nelle scienze che si occupano specificamente della cultura e della sua trasmissione e modificazione (scienze socioantropologiche, studi culturali, folcloristica, ecc.).
Nel suo libro Il gene egoista l'etologo Richard Dawkins ha introdotto il termine meme per descrivere una unità base dell'evoluzione culturale umana analoga al gene, unità base dell'evoluzione biologica, in base all'idea che il meccanismo di replica, mutazione e selezione si verifichi anche in ambito culturale. Così come in biologia, la presenza di questi elementi porta all'emergere spontaneo di effetti evolutivi, anche se per i memi questi si manifestano in senso diverso rispetto a quello biologico. Nel libro, Dawkins descrive il meme come una unità di informazione residente nel cervello. Si tratta di uno schema che può influenzare l'ambiente in cui si trova (attraverso l'azione degli uomini che lo portano) e si può propagare (attraverso la trasmissione culturale).
Questa definizione ha creato un grande dibattito tra sociologi, biologi e scienziati di altre discipline, perché Dawkins non ha dato una spiegazione sufficiente di come la replica di unità di informazione nel cervello controlli il comportamento umano e, alla fine, la cultura. A causa di ciò, il termine «unità di informazione» è stato definito in molti modi diversi, ed è ancora dibattuto il valore della memetica come disciplina scientifica.
(Ralph Waldo Emerson)
Secondo Dawkins le culture possono evolversi in maniera analoga a come si evolvono le popolazioni e gli organismi viventi. Molte delle idee che passano da una generazione alla successiva possono aumentare o diminuire le possibilità di sopravvivenza della generazione che le riceve che a sua volta potrà ritrasmetterle. Per esempio più culture possono sviluppare un proprio progetto e un proprio metodo per realizzare un utensile, ma quella che avrà sviluppato i metodi più efficaci avrà più probabilità di prosperare e svilupparsi sulle altre; con il passare del tempo una sempre maggior parte della popolazione adotterà quindi tali metodi. Il progetto dell'utensile agisce quindi in modo simile a come agisce un gene biologico appartenente a certe popolazioni e non ad altre, guidando con la propria presenza o assenza il futuro di ogni cultura. Aspetto interessante è anche il procedimento inverso per il quale la tribù dei Fore in Papua Nuova Guinea sia riuscita tramite pratiche tribali, ad alterare il proprio corredo genetico sviluppando la malattia Kuru che ha decimato la popolazione indigena, ma al contempo ne avrebbe agevolato i membri, rendendoli geneticamente immuni alla malattia di Creutzfeldt-Jakob.
Il dibattito è stato ravvivato in tempi più recenti dalla pubblicazione del libro di Susan Blackmore La macchina dei memi. Perché i geni non bastano nel 1999 in cui si introduce il concetto generalizzato di replicatore, liberando così l'analogia con la genetica da vincoli eccessivi.

## Etimologia
Il termine meme è un'abbreviazione (modellata su gene) di mimeme, che deriva dal greco antico mīmēma (μίμημα; pronunciato [míːmɛːma]), che significa "cosa imitata", a sua volta da mimeisthai (μιμεῖσθαι, "imitare"), da mimos (μῖμος, "mimo").
Il termine è stato coniato dal biologo evoluzionista britannico Richard Dawkins ne Il gene egoista (1976) come concetto per la discussione dei principi evolutivi nella spiegazione della diffusione delle idee e dei fenomeni culturale. Tra gli esempi di meme riportati nel libro di Dawkins vi sono le melodie, i tormentoni, la moda e la tecnologia di costruzione degli archi.

## Caratteristiche

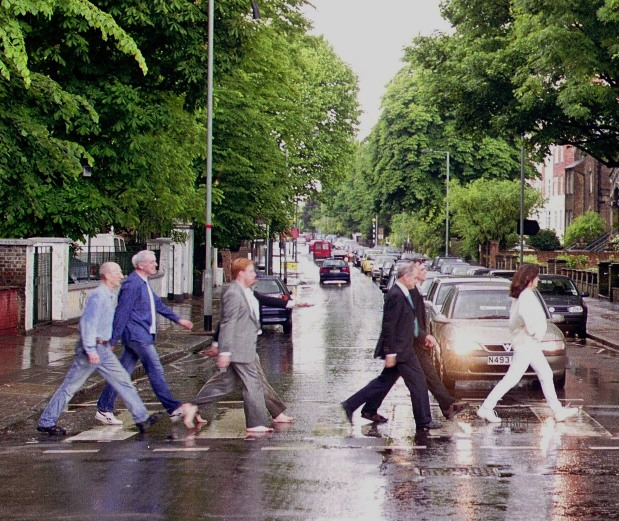
Persone che imitano la celebre copertina dell'album Abbey Road dei Beatles.

Una caratteristica fondamentale del meme è quella di venire diffuso per imitazione. Quando l'imitazione fece la sua comparsa nell'evoluzione umana, si rivelò essere un buon sistema per aumentare le possibilità di ogni individuo di riprodursi geneticamente. Forse una selezione sessuale dei migliori imitatori fornì successivamente una spinta evoluzionistica verso i cervelli meglio capaci di imitare. In questo contesto, imitare significa sostanzialmente importare informazione dall'ambiente nel proprio cervello tramite gli organi di senso. L'ambiente può essere inanimato - come un libro - o più spesso un altro essere umano, da cui l'informazione viene presa e ri-eseguita. Le fonti inanimate di informazione sono chiamate sistemi di ritenzione. Molta della terminologia memetica è creata usando come prefisso «mem(e)-» per termini di solito già esistenti in ambito biologico o usando «meme» al posto di «gene» nelle espressioni composte (corredo memetico, memotipo, ingegneria memetica, ecc.).
Dal momento che i memi si propagano per imitazione da un individuo a un altro, essi non possono esistere senza cervelli sufficientemente sviluppati da discernere gli elementi fondamentali del comportamento da copiare (cosa copiare e perché) e da capirne i potenziali vantaggi. I memi (o comportamenti acquisiti e propagati per imitazione) sono stati osservati solo in poche specie sulla Terra, tra cui gli ominidi, i delfini e gli uccelli che apprendono il canto dai loro genitori. È controversa l'idea che possano esistere memi meno complessi in altre specie - per esempio comportamenti imitativi indotti artificialmente nei cefalopodi e nei ratti. L'«associazione memetica» è la scoperta che i memi si raggruppano. Per esempio il meme blue jeans include i memi «cerniera lampo», «tintura blu», «doppie cuciture». La «deriva memetica» è il processo attraverso cui un'idea o un meme cambia mentre viene trasferito da una persona a un'altra. Pochissimi memi mostrano un'elevata «inerzia memetica», che è la caratteristica di un meme di venire espresso nello stesso modo e di avere lo stesso impatto a prescindere dalle persone che stanno trasmettendo e ricevendo. La deriva memetica può aumentare quando il meme è trasmesso tramite una comunicazione difficile, invece l'inerzia memetica cresce, per esempio, quando la forma usata è quella delle espressioni in rima o utilizza accorgimenti mnemonici.

### La diffusione genetica
Sia i geni che i memi possono sopravvivere più a lungo del singolo organismo che li reca in sé. Un gene utile (per esempio un gene per una robusta dentatura nei leoni) può rimanere inalterato nel corredo genetico per centinaia di migliaia di anni. Un meme utile può propagarsi da un individuo a un altro per tempi molto lunghi dopo la sua comparsa. A differenza dei geni, il cui successo è legato alla sua utilità per la sopravvivenza dell'organismo che lo reca in sé, il successo di un meme è legato a fattori più sottili (quali la critica, la persuasione, la moda o la pressione del gruppo) che non sono stati ancora ampiamente indagati. Tra le tecniche con cui un meme si propaga si annoverano:
1. la dimostrazione che un'idea o una tecnica sono utili (per esempio un falegname mostra a un apprendista che due pezzi di legno si uniscono quando vengono messi insieme usando un chiodo e un martello);
2. l'identificazione di un problema che non ha soluzione (per esempio, cosa succede - se mai succede qualcosa - dopo la morte?) e il proporne una soluzione (per esempio si va in paradiso o all'inferno). La soluzione non può essere dimostrata sbagliata ed è quindi sufficientemente adatta per una propagazione successiva;
3. la minaccia verso coloro che non diffondono un meme (per esempio non fare questo e andrai all'inferno) e la ricompensa verso coloro che lo diffondono (fa' questo e andrai in paradiso);
4. il richiedere che chi possiede un meme sia gentile con il prossimo e dedichi molto tempo alla riflessione e al dialogo su di esso (per esempio un prete che faccia poco altro oltre a predicare la propria religione).

### La "selezione artificiale"
L'evoluzione non richiede solo l'ereditarietà e la selezione naturale, ma anche la mutazione e anche i memi hanno questa proprietà. Le idee che vengono trasmesse possono subire modifiche che si accumulano nel tempo. Questi cambiamenti nel "fenotipo" (l'informazione nei cervelli o in altri sistemi di ritenzione) sono anch'essi trasmessi. In altre parole, a differenza dell'evoluzione genetica, sono sia darwiniani sia lamarckiani. Si prenda, per esempio, una leggenda o un mito, che spesso vengono abbelliti nel ri-raccontarli in modo che siano più memorabili e quindi più probabilmente raccontati di nuovo. Esempi analoghi più moderni possono essere le cosiddette "leggende metropolitane" o certi falsi messaggi che girano su internet.
Ciò che contraddistingue un meme da altre idee che vengono trasmesse da una persona a un'altra è che la probabilità di un meme di venire trasmesso dipende da proprietà intrinseche del meme stesso, piuttosto che dalla natura delle persone (o delle memorie) coinvolte nella trasmissione. Per esempio la forma di un utensile si riflette sulla sua efficacia indipendentemente dalle abitudini delle diverse persone che lo usano. Miti e leggende forniscono spesso insegnamenti morali o svelano misteri, questo li rende più adatti a venire raccontati da persone aventi scopi molto diversi tra loro rispetto a storie simili ma prive di questi elementi.
Quanto è "naturale" questo tipo di selezione? Forse lo è quanto l'attrazione sessuale o un comportamento etico. Il rapporto del meme nei confronti di altre teorie evolutive (per esempio quelle che separano i fattori ecologici, sessuali, etici e morali e non riservano alla "cultura" un ruolo separato o particolare) sembra quello di essere come una sorta di "pretendente al trono" - che cerca di spiegare queste idee più specifiche di evoluzione e di cultura - senza alcun modello da verificare. Questo, agli occhi di molti scienziati, riduce la cultura a uno tra i tanti elementi della vita umana.

### La forma dai memi nel cervello
Nel 1981 i biologi Charles J. Lumsden ed Edward Osborne Wilson pubblicarono il libro Genes, Mind, and Culture: The Coevolutionary Process in cui presentano la teoria di una co-evoluzione di geni e cultura. Evidenziarono che le unità fondamentali della cultura devono corrispondere biologicamente a delle reti di neuroni che fungono da nodi della memoria semantica. Wilson successivamente adottò il termine "meme" come migliore nome possibile per definire tali unità fondamentali di eredità culturale e sviluppò il ruolo fondamentale dei memi nell'unificare le scienze naturali e le scienze sociali nel suo libro Consilience: The Unity of Knowledge.

## Negli altri campi

### Biologia
In modo molto simile a come il concetto del gene egoista possa essere usato come punto di vista per meglio capire e studiare l'evoluzione biologica, il concetto di meme può essere usato per capire meglio alcuni aspetti altrimenti intricati della cultura umana (e anche dei comportamenti acquisiti degli altri animali). Tuttavia, se questo «meglio» non è sufficiente per delle sperimentazioni empiriche, rimane il dubbio se il concetto di meme sia sufficientemente valido dal punto di vista scientifico. La memetica è quindi una scienza nella sua infanzia e questo la rende una protoscienza e non una pseudoscienza.
Una controversa applicazione dell'analogia del meme egoista è l'idea che alcuni gruppi di memi possano comportarsi come "virus memetici": gruppi di idee che si comportano come forme di vita indipendenti e continuano a essere trasmessi anche a spese dei loro ospiti solo perché sono adatti a venire ritrasmessi. È stato suggerito che le religioni evangeliche e i culti si comportino in questo modo, includendo la loro stessa trasmissione tra le virtù morali insieme con altri convincimenti, anche se questi ultimi non assumono grande valore agli occhi del credente.
Altri notano altresì che la quasi totale diffusione di idee religiose tra i gruppi umani provi che esse debbano avere un qualche valore morale, etico, sessuale o ecologico. Molte, per esempio, sono le religioni che invitano alla pace e alla cooperazione tra i loro fedeli ("Non uccidere") e che quindi possono promuovere la sopravvivenza biologica dei gruppi che recano in sé questi memi.

### Psicologia
Un campo di studio molto fertile ma ancora poco indagato è quello che studia le relazioni fra l'influsso memetico e la psiche individuale. Spunti interessanti sono presenti nell'opera di Susan Blackmore La macchina dei memi.

### Sociologia
Anche le espressioni e i modi di dire diffusi dai media di massa o estrapolati da film, videogiochi, discorsi pubblici sono memi capaci di diffondersi e mutare; si pensi alla diffusione in Italia dell'espressione «mi consenta...» impostasi nel linguaggio prima politico (come connotativa dello stile comunicativo di Silvio Berlusconi) e poi mass-mediatico, o anche all'espressione «assolutamente sì», inizialmente veicolata dal linguaggio dei doppiaggi delle soap opera e poi impostasi nel linguaggio comune.

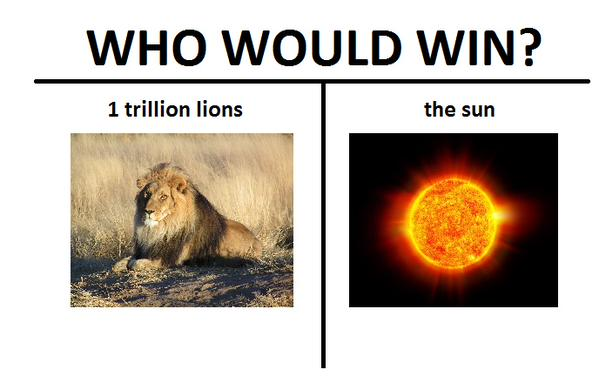
Esempio di meme di Internet

Un tipo particolare di impatto sociale si è avuto con la diffusione dei memi tramite internet, proposti la prima volta da Mike Godwin nel 1993 in un articolo su Wired. Nel 2013 Richard Dawkins ha definito i memi di Internet come quelli che vengono deliberatamente modificati dalla creatività umana, essendo quindi diversi sia dai geni biologici sia dai memi pre-Internet (i quali sarebbero soggetti a mutazioni casuali e si diffonderebbero tramite un procedimento analogo alla selezione naturale). Egli sostiene quindi che sia avvenuto un cambio di rotta, poiché l'idea di meme si è modificata ed evoluta in una nuova direzione. Inoltre, i memi di Internet godono di un'altra proprietà di cui i memi normali non godono: essi lasciano un'impronta nei media attraverso i quali si propagano, il che li rende tracciabili e analizzabili. Un motore di ricerca può essere uno strumento utile, ancorché imperfetto, per misurare la diffusione memetica di una frase.

## Esempi
Un meme può essere parte di un'idea, così come può essere una lingua, una melodia, una forma, un'abilità, un valore morale o estetico; può essere in genere qualsiasi cosa possa essere imparata e trasmessa ad altri come un'unità.
Al pari dell'evoluzione genetica, anche l'evoluzione memetica non può avvenire senza mutazioni. La mutazione produce varianti, ma solo le più adatte si replicano: esse diventano più comuni e aumentano la loro capacità di replicarsi ulteriormente. Per esempio è probabile che siano state mutazioni a fare evolvere culturalmente primitivi gruppi di sillabe nell'ampia gamma di lingue e dialetti attualmente esistenti; similmente anche per l'ampia gamma di significati simbolici all'interno di ogni lingua. Ulteriori mutazioni del linguaggio sono la scrittura, l'alfabeto Braille, la lingua dei segni, eccetera.
In buona sostanza, il meme può essere considerato come un qualsiasi pezzo di informazione che venga impiantato da una mente in un'altra. Questa interpretazione è più simile all'idea del "linguaggio come virus" piuttosto che all'analogia di Dawkins dei memi come comportamenti replicantisi.
Quanto segue sono alcuni esempi di cosa può essere considerato meme:
- i comportamenti inerenti all'alimentazione e alle distrazioni;
- la tecnologia è un grande esempio; oggetti come le automobili, le tazze, i fermagli, eccetera e le loro modifiche nelle epoche e nelle culture. La tecnologia è una dimostrazione di come la mutazione sia essenziale per l'evoluzione memetica (e genetica);
- una canzone che non si riesce a smettere di canticchiare o di togliersi dalla testa; o un frammento di essa ("earworm");
- una barzelletta, o perlomeno una sufficientemente bella da essere raccontata;
- un proverbio o un aforisma;
- una filastrocca, una ninnananna o una canzoncina per bambini;
- un poema epico;
- una catena di sant'Antonio ("manda questo messaggio a cinque amici o ti accadrà qualcosa di brutto");
- tutte le forme di superstizione;
- le religioni;
- le ideologie politiche;
- i "tormentoni" diffusi dai mass-media;
- Susan Blackmore ha ipotizzato che un sé altro non sia che la collezione delle sue storie memetiche; che lei chiama selfplex;
- il concetto di meme è anch'esso un meme. Persino l'idea che il concetto di meme sia un meme è diventato un meme diffuso (tautologia);
- i film sono veicoli di trasmissione memetica molto forti per via della loro diffusione di massa; molte persone si ritrovano a imitare frasi particolari o modi di dire a volte persino senza avere visto il film da cui sono tratti;
- Internet è divenuta veicolo di una quantità infinita di memi; molti sono creati o fatti diventare memi dagli utenti stessi di varie forum board o 'wikipedie' (per esempio 4chan, Encyclopedia Dramatica), possono essere spezzoni di video rimontati in un certo modo con una colonna sonora particolare, o immagini con descrizioni/modi di dire, o ancora personaggi televisivi;
- da ormai qualche anno lo shitposting rientra nella categoria dei memi, si tratta di frasi dal dubbio e provocatorio significato digitate l'una accanto all'altra, viene omesso qualsivoglia segno di punteggiatura, tuttavia spesso vengono utilizzati in maniera esaustiva;